# BET Award al miglior attore
Il BET Award per il miglior attore viene assegnato per il cinema e la televisione; entro il periodo di ammissibilità si può essere candidati per più d'una performance. 
Denzel Washington è il solo attore ad aver vinto il premio tre volte.

## Vincitori e candidati
- 2001[1]
  - Denzel Washington - Il sapore della vittoria (Remember the Titans)
  - Omar Epps - Love & Basketball
  - Cuba Gooding Jr. - Men of Honor - L'onore degli uomini (Men of Honor)
  - Samuel L. Jackson - Regole d'onore (Rules of Engagement)
- 2002[2]
  - Will Smith – Alì
  - Morgan Freeman - High Crimes - Crimini di stato (High Crimes)
  - Eddie Murphy - Shrek, Il dottor Dolittle 2, Showtime
  - Chris Tucker - Colpo grosso al drago rosso - Rush Hour 2 (Rush Hour 2)
  - Denzel Washington - Training Day, John Q
- 2003[3]
  - Derek Luke - Antwone Fisher
  - Nick Cannon - Drumline - Tieni il tempo della sfida
  - Mos Def - Brown Sugar
  - Samuel L. Jackson - xXx, Star Wars: Episodio II - L'attacco dei cloni
  - Denzel Washington - Antwone Fisher
- 2004[4]
  - Denzel Washington - Out of Time
  - Mos Def - The Italian Job
  - Laurence Fishburne - Mystic River, Matrix Reloaded, Matrix Revolutions
  - Morgan Freeman - Una settimana da Dio (Bruce Almighty)
  - Samuel L. Jackson - S.W.A.T. - Squadra speciale anticrimine
  - Bernie Mac - Babbo bastardo (Bad Santa), Charlie's Angels - Più che mai (Charlie's Angels: Full Throttle), The Bernie Mac Show
- 2005[5]
  - Jamie Foxx - Ray, Collateral, Breakin' All the Rules
  - Don Cheadle - Ocean's Twelve, Hotel Rwanda and After the Sunset
  - Morgan Freeman - Million Dollar Baby
  - Samuel L. Jackson - Gli Incredibili - Una "normale" famiglia di supereroi (The Incredibles), Coach Carter
  - Will Smith - Io, robot (I, Robot), Shark Tale, Hitch - Lui sì che capisce le donne
- 2006[6]
  - Terrence Howard - Crash - Contatto fisico', Four Brothers - Quattro fratelli, Get Rich or Die Tryin', Lackawanna Blues, Hustle & Flow - Il colore della musica
  - Don Cheadle - Crash - Contatto fisico
  - Jamie Foxx - Stealth - Arma suprema, Miami Vice
  - Ludacris - Crash - Contatto fisico', Hustle & Flow - Il colore della musica
  - Denzel Washington - Inside Man

- 2007[7]
  - Forest Whitaker - L'ultimo re di Scozia
  - Idris Elba - Daddy's Little Girls
  - Jamie Foxx - Dreamgirls
  - Eddie Murphy - Norbit, Dreamgirls
  - Will Smith - La ricerca della felicità